# 125P/Spacewatch
La comète Spacewatch, officiellement 125P/Spacewatch, est une comète périodique du système solaire, découverte le 8 septembre 1991 par Tom Gehrels et le programme Spacewatch à l'observatoire de Kitt Peak.